# طرخشقون أحمر الساق
طرخشقون أحمر الساق (الاسم العلمي:Taraxacum erythropodum) هو نوع من النباتات يتبع جنس الطرخشقون من الفصيلة النجمية.